# دينيس كاغارا
دينيس كاغارا (بالدنماركية: Dennis Cagara)‏ (19 فبراير 1985 بغلوستروب في الدنمارك - ) هو لاعب كرة قدم دانمركي في مركز الظهير. شارك مع منتخب الدنمارك تحت 17 سنة لكرة القدم ومنتخب الدنمارك تحت 19 سنة لكرة القدم ومنتخب الدنمارك تحت 21 سنة لكرة القدم ومنتخب الفلبين لكرة القدم. أما مع النوادي، فقد لعب مع آرهوس جمناستيك فورينينغ وإف إس في فرانكفورت ودينامو دريسدن وفيدوفري ونادي بروندبي ونادي راندرس ونادي كارلسروه ونادي لينغبي ونادي نوردشيلاند ونادي هرتا برلين.

## روابط خارجية
- دينيس كاغارا على موقع قاعدة بيانات كرة القدم.إي يو (الإنجليزية)
- دينيس كاغارا على موقع بيانات كرة القدم. دي إي (الألمانية)
- دينيس كاغارا على موقع ناشيونال فوتبول تيمز (الإنجليزية)
- دينيس كاغارا على موقع Soccerway.com (الإنجليزية)